# Bunte Moschee (Skopje)

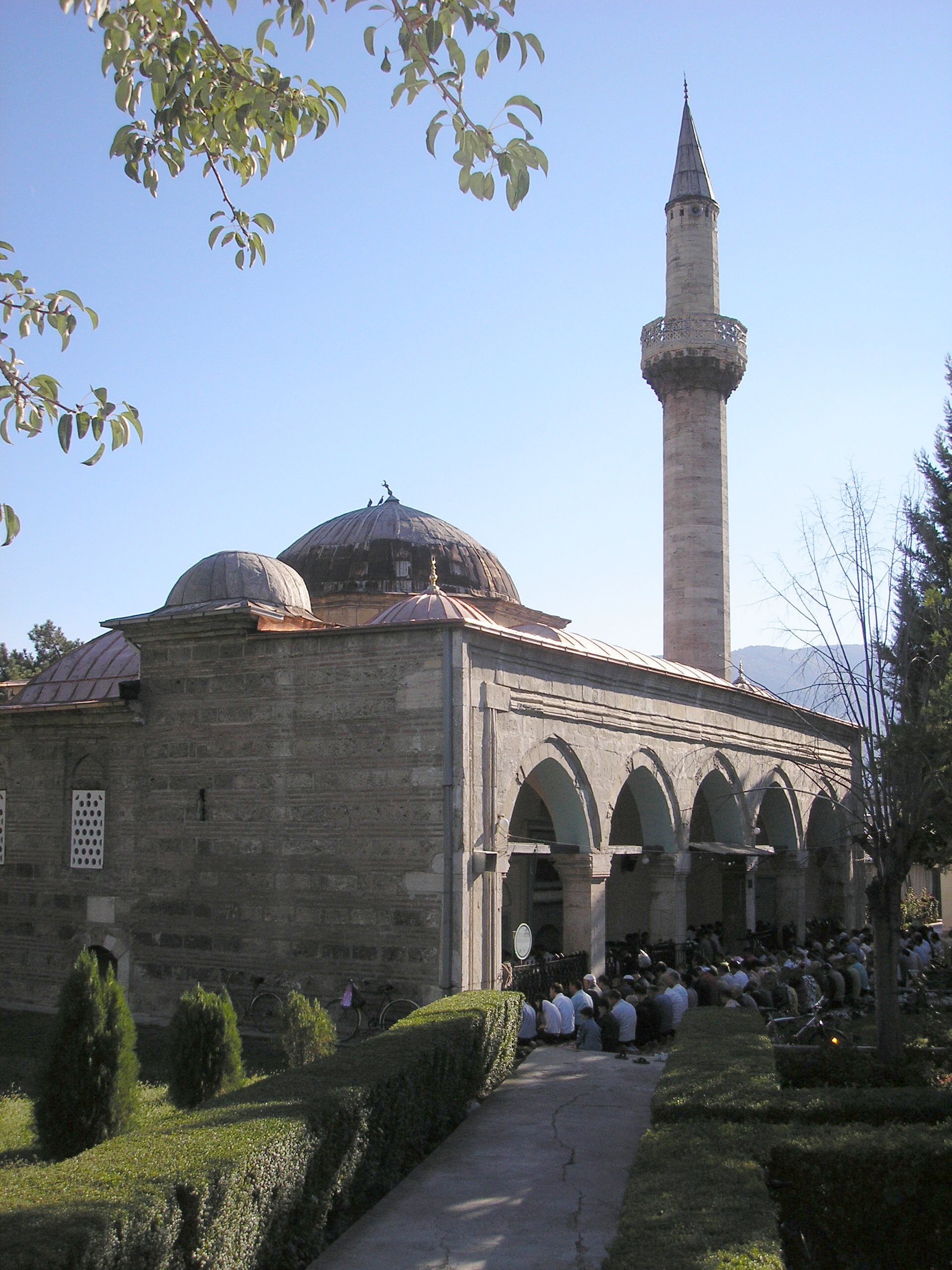
Der Eingang zur Bunten Moschee

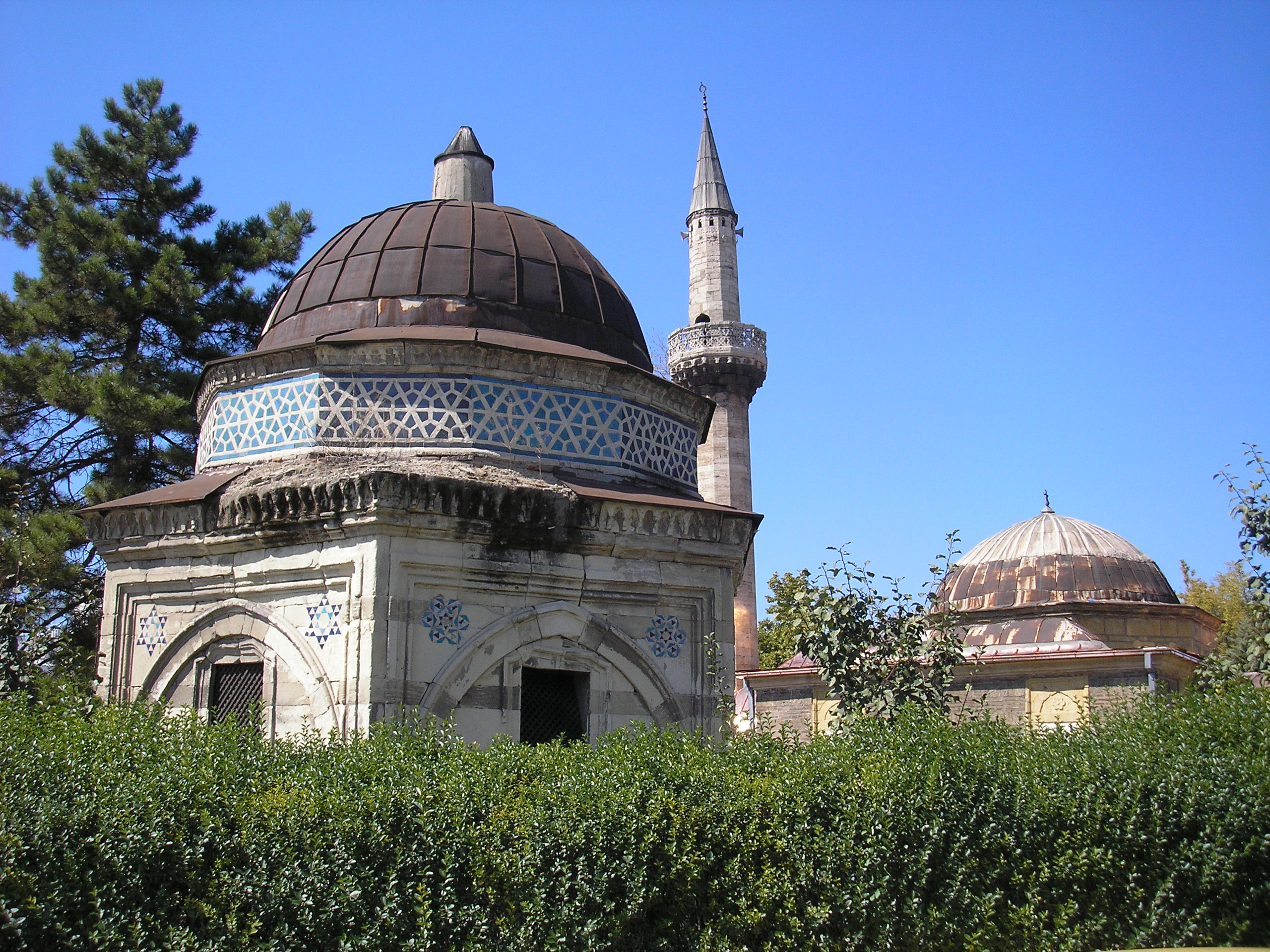
Die Türme aus dem 15. Jahrhundert

Die Bunte Moschee (auch Aladja-Moschee oder Ishak-Bey-Moschee, mazedonisch Исхак-бегова џамија Ishak-begova džamija oder auch Шарена џамија (Алаџа-џамија) Šarena džamija (Aladža-džamija), albanisch Xhamia e Isak-Beut, türkisch Alaca Cami oder auch İshak Bey Cami) ist eines der ältesten osmanischen Bauwerke in der mazedonischen Hauptstadt Skopje.

## Geschichte
1438 durch den osmanischen Markgrafen İshak Bey als ein Hospiz (imaret/zaviye) mit Bethaus (mescit) errichtet, wurde das Gebäude im Jahre 1519 vom Neffen des Bauherren, einem gewissen Mehmed Bey, in eine Freitagsmoschee umgewandelt. Das Innere des Gebäudes wurde in dieser Zeit umgestaltet, Zwischenwände niedergerissen, und auch der einst bunt bemalte Portikus dürfte aus dieser Zeit stammen.
Bis zum großen Erdbeben im Jahre 1963, bei dem große Teile der Stadt zerstört wurden, war die Moschee mit floralen Ornamenten und arabischer Kalligraphie geschmückt.
Zum Komplex gehörte auch eine Madrasa (einschließlich einer Bibliothek), von der heute allerdings nichts mehr sichtbar ist. Neben der Moschee sind einige Grabsteine und die mit türkisen Kacheln verzierte Türbe (Mausoleum) eines namentlich unbekannten Notablen der zweiten Hälfte des 15. Jahrhunderts.
Gekrönt wird der Komplex durch das 30 Meter hohe Minarett.

## Etymologie
Der Name Aladja leitet sich vom türkischen Wort alaca ab und bedeutet bunt.